# 名古屋市立春日野小学校
名古屋市立春日野小学校（なごやしりつ かすがのしょうがっこう）は、愛知県名古屋市南区春日野町にある公立小学校。

## 歴史

### 沿革
- 1970年（昭和45年）4月1日 - 名古屋市立桜小学校の分校として、児童数330人で発足[1]。
- 1972年（昭和47年）4月1日 - 名古屋市立春日野小学校として、児童数884人、全22学級の小学校として独立[1]。校庭の下には春日野配水場が埋められている[1]。
- 1981年（昭和56年） - 校歌制定[2]。
- 1999年（平成11年） - 特別支援学級「ひまわり」を開設[2]。
- 2000年（平成12年） - 特別支援学級「ひまわり2組」を開設[2]。

## 通学区域
所管する名古屋市教育委員会は、2019年（令和元年）9月1日現在、南区扇田町・貝塚町・春日野町・霞町・楠町・桜本町2丁目・鯛取通・鶴里町・見晴町・元桜田町・弥生町・呼続町字西桜・若草町の各全域および、桜本町・西桜町・白雲町の各一部を通学区域として指定している。
また、卒業後の進学先は名古屋市立桜田中学校となっている。

## アクセス
- 名古屋市営バス「桜本町一丁目」停留所下車200メートル[2]
- 名鉄名古屋本線本笠寺駅下車800メートル[2]
- 名古屋市営地下鉄桜通線桜本町駅下車1000メートル[2]